# Gaspar Servio
Gaspar Andrés Servio (General Belgrano, 9 marzo 1992) è un calciatore argentino, portiere del Guaraní.

## Carriera
Il 22 novembre 2014 con la maglia del Banfield ha segnato, su rigore, la rete del momentaneo 2-1 nel match di campionato vinto 3-1 contro il Quilmes.
Si è ripetuto l'11 agosto 2015 con la maglia dell'Independiente Rivadavia siglando su rigore la rete del momentaneo 3-0 del match vinto 4-2 contro il Gimnasia (M).

## Statistiche

### Presenze e reti nei club
Statistiche aggiornate al 18 agosto 2018.
| Stagione        | Squadra                 | Campionato      | Campionato | Campionato | Coppe nazionali | Coppe nazionali | Coppe nazionali | Coppe continentali | Coppe continentali | Coppe continentali | Altre coppe | Altre coppe | Altre coppe | Totale | Totale | Totale |
| Stagione        | Squadra                 | Comp            | Pres       | Reti       | Comp            | Pres            | Reti            | Comp               | Pres               | Reti               | Comp        | Pres        | Reti        | Pres   | Reti   |        |
| --------------- | ----------------------- | --------------- | ---------- | ---------- | --------------- | --------------- | --------------- | ------------------ | ------------------ | ------------------ | ----------- | ----------- | ----------- | ------ | ------ | ------ |
| 2013-2014       | Banfield                | PN              | 12         | -11        | CA              | 3               | -2              |                    | -                  | -                  |             | -           | -           | 15     | -13    |        |
| 2014            | Banfield                | PD              | 19         | -25;1      |                 | -               | -               |                    | -                  | -                  |             | -           | -           | 19     | -25;1  |        |
| Totale Banfield | Totale Banfield         | Totale Banfield | 31         | -36;1      |                 | 3               | -2              |                    | -                  | -                  |             | -           | -           | 34     | -38;1  |        |
| 2015            | Independiente Rivadavia | PN              | 31         | -34;1      | CA              | 1               | 0               |                    | -                  | -                  |             | -           | -           | 32     | -34;1  |        |
| 2016            | Arsenal Sarandí         | PD              | 0          | 0          | CA              | 0               | 0               |                    | -                  | -                  |             | -           | -           | 0      | 0      |        |
| 2016-2017       | Dorados                 | LMX             | 45         | -49        | CM              | 0               | 0               |                    | -                  | -                  |             | -           | -           | 45     | -49    |        |
| 2017-2018       | Cafetaleros (C)         | LMX             | 29         | -38        | CM              | 1               | 0               |                    | -                  | -                  |             | -           | -           | 30     | -38    |        |
| 2018-2019       | Dorados                 | LMX             | 4          | -6         | CM              | 1               | 0               |                    | -                  | -                  |             | -           | -           | 5      | -6     |        |
| Totale carriera | Totale carriera         | Totale carriera | 140        | -136;2     |                 | 6               | -2              |                    | -                  | -                  |             | -           | -           | 146    | -142;2 |        |

## Palmarès

### Club

#### Competizioni giovanili
- Coppa Libertadores Under-20: 1

River Plate: 2012

### Individuale
- Miglior portiere della Coppa Libertadores Under-20: 1

2012